# Driven by You
"Driven by You" es una canción escrita por el músico británico Brian May para su álbum de 1992, Back to the Light. Fue lanzado como el sencillo principal en noviembre de 1991.

## Promoción
Poco después de que el sencillo haya sido publicado, May la tocó en el concierto a las leyendas de la guitarra en octubre de 1991, junto con su banda de apoyo: Cozy Powell en la batería, Neil Murray en el bajo eléctrico, Steve Vai en la guitarra rítmica, Rick Wakeman y Mike Moran en el teclado y Maggie Ryder, Miriam Stockley y Chris Thompson como coristas.

## Recepción
"Driven by You" alcanzó la posición #6 en el Reino Unido, #9 en Portugal, #10 en los Países Bajos, #14 en Irlanda, y #35 en Bélgica a mediados de 1992. En 1993, la canción se posicionó en norteamericana, alcanzando la posición #9 en el Billboard Mainstream Rock Tracks y el #70 en las listas de sencillos canadienses.

## Lanzamiento
"Driven by You" fue publicado el 25 de noviembre de 1991 por Parlophone (como R 6304) como el sencillo principal del álbum de 1992, Back to the Light, con la canción "Just One Life" como lado B. En el álbum, aparece como la sexta y la canción de cierre del lado A del álbum. Más tarde, la canción apareció en el álbum recopilatorio de 1999, Greatest Hits III.
La canción fue relanzada el 25 de junio de 2021 para promocionar el relanzamiento y remasterización de Back to the Light, acompañado por un nuevo video editado y remasterizado de la canción.La canción También se Lanzaría un Dia Después del fallecimiento de Freddie Mercury Que Junto a Brian eran Parte de Queen. Freddie Siempre le Dijo a Brian Que Siguiera Adelante algo que el También Intentaba.

## Lista de canciones
Todas las canciones escritas por Brian May.
1. "Driven by You" – 4:09
2. "Just One Life" – 3:38

## Créditos
Créditos adaptados desde las notas del álbum.
- Brian May – voz principal y coros, guitarra, bajo eléctrico, teclado, batería

## Posicionamiento
| Gráficas (1991–93)                 | Pico de posición |
| ---------------------------------- | ---------------- |
| Bélgica (Flandes) (Ultratop 50)    | 35               |
| Canadá (Canadian Hot 100)          | 70               |
| Europa (Eurochart Hot 100)         | 20               |
| Irlanda (IRMA)                     | 14               |
| Países Bajos (Dutch Top 40)        | 10               |
| Países Bajos (Mega Single Top 100) | 10               |
| Portugal (AFP)                     | 9                |
| Reino Unido (UK Singles Chart)     | 6                |
| Estados Unidos (Mainstream Rock)   | 9                |